# Venson Hamilton
Shad Venson Hamilton (ur. 11 sierpnia 1977 w Forest City) – amerykański koszykarz, występujący na pozycji środkowego.
W 1999 został wybrany w trzech różnych draftach. W drafcie NBA został wybrany z numerem 50 przez Houston Rockets, CBA z numerem 4 przez Quad City Thunders, USBL z numerem 91 przez Kansas Cagerz.
W 2001 i 2002 reprezentował Houston Rockets podczas rozgrywek letniej ligi NBA – Rocky Mountain Summer League, a następnie Southern California Summer Pro League (2002).

## Osiągnięcia
Na podstawie, o ile nie zaznaczono inaczej.
NCAA
- Uczestnik turnieju NCAA (1998)
- Mistrz turnieju National Invitation Tournament (NIT – 1996)
- Koszykarz roku konferencji Big 12 (1999)[6]
- Zaliczony do:
  - I składu defensywnego Big 12 (1998, 1999)
  - II składu Big 12 (1998)
  - składu honorable mention Big 12 (1998)
- Lider Big 12 w liczbie celnych rzutów za 2 punkty (194 – 1999)

Drużynowe
- Mistrz:
  - Pucharu ULEB (2007)
  - Hiszpanii (2007)
  - II ligi hiszpańskiej (2004)
- Wicemistrz II ligi hiszpańskiej (2003)
- Zdobywca Pucharu Księżniczki Asturii (2003)
- Finalista Pucharu Hiszpanii (2007)

Indywidualne
- Lider ligi hiszpańskiej w blokach (2,1 – 2005)